# Machimus nilgiriensis
Machimus nilgiriensis is een vliegensoort uit de familie van de roofvliegen (Asilidae). De wetenschappelijke naam van de soort is voor het eerst geldig gepubliceerd in 1994 door Parui & Joseph.